# 造洋飯書
《造洋飯書》是高第丕夫人創作的一本西餐食譜，於1866年由美華書館首版。該書收錄的食譜是高第丕夫人從三本英文書中挑選出來，全書二十章，介紹了267種西洋料理菜譜，4種雜項。菜品類別排序對應了俄式上菜法。該書旨在成為中國管家和廚師的西餐烹飪指南，在材料和計量單位上都進行了本地化，並且以音譯或意譯翻譯了大量西餐食品。作為最早一批的中文西餐食譜，《造洋飯書》促進了西餐在中國的傳播，也迎合了當時來華傳教士和商人的需求。

## 內容
《造洋飯書》全書二十章，初版29頁。書中介紹了267種西洋料理菜譜，4種雜項，內容可以分為17大類，分別為湯、魚、肉、蛋、小湯、菜、酸菓、糖食、排、麵皮、樸定、甜湯、雜類、饅頭、餅、糕、雜類。開篇廚房守則講述了廚房衛生的重要性，之後的菜品類別排序對應了俄式上菜法。書中有兩個章節為「雜類」，第一個雜類是甜品雜類，第二個雜類沒有明確主題，有酒、蘋果茶、洗衣胰子（肥皂）等等。
該書以官話白話文書寫，有英文序言和英文索引。序言中，高第丕夫人表示該書是自家私人食譜，因為來華傳教士有烹飪西餐的需求，在朋友建議下出版該書。該書旨在成為中國管家和廚師的西餐烹飪指南。
當時西餐尚未在中國普及，大量西餐食品並沒有中文譯名，因此該書創造了不少譯名。中國有類似菜品的，會採用意譯，如饅頭（今譯麵包）、封（今譯罐頭）、奶皮（今譯）等；甜品和不常見的食品，會採用音譯，如磕肥（今譯咖啡）、來門（今譯檸檬）、樸定（今譯布丁）等。部分譯名沿用至今，如火腿、果乾等。

## 創作背景及出版

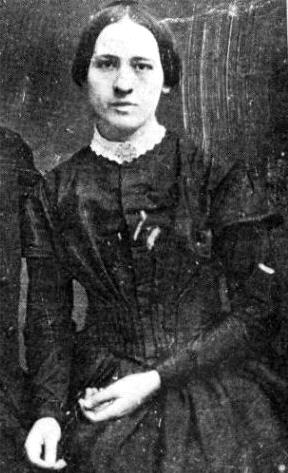
高第丕夫人的照片，拍攝於1851年

高第丕夫人是浸信會傳教士高第丕的妻子，1830年出身於美國佐治亞州賈斯珀縣的富裕種植園家庭，三歲時移居阿拉巴馬州塔斯卡卢萨。她父親是美南浸信會的執事，她於1845年9月在拉斐特浸信會受洗成為基督徒。1849年她在主日學校任教，受到宗教感召，萌生前往中國的念頭。1850年，她向美南浸信會海外宣道委員會提交申請，但是組織以她未婚為由拒絕。當時有人建議她與同期的另一個未婚申請者高第丕結婚，最終兩人在次年完婚，同年前往中國。
1852年，兩人到達上海，在叔未士的幫助下學會中文，其中高第丕夫人的中文水準遠高於丈夫。1863年，兩人前往山東登州展開傳教事業。高第丕夫人有寫日記的習慣，她在日記中提到《造洋飯書》是「我從三本英文書中挑選我最愛的食譜，幾乎囊括了烹飪的所有門類」，故《造洋飯書》其實不是高第丕夫人原創作品，而是譯作。但是日記並沒有提及《造洋飯書》的創作動機。香港中文大學教授余文章根據相關資料推斷出兩個可能性，其一是高第丕夫人自身不喜中國菜，為了推廣西餐而寫下該食譜，早期研究顯示高第丕夫人喜歡中國各種事物，唯獨不喜歡中國菜，她也曾提及中國廚師不太能理解他們想要的料理，有時還會做出南轅北轍的料理。其二是高第丕夫人認為寫食譜有利可圖，相關記錄顯示高第丕夫婦與在華傳教士關係很差，為減少對浸信會的依賴，兩人曾通過購入房產這類投機活動賺錢，食譜可能是面向在華英國人而創作。
根據1877年《教务杂志》第8卷記錄，《造洋飯書》備註英文名為《Foreign Cookery in Chinese》，出版於1866年，由美北长老会在上海設立的出版社美華書館刊印，編者為高第丕夫人。書中食譜為中文，有一篇英文序言和附錄索引，首刊1000冊。1886年《教务杂志》第17卷記錄，該書在1885年再刊，該版本記錄了271種西洋料理食譜（含菜譜及洗滌法）。1899年《教务杂志》30卷記錄，該書再刊。同年，美北长老会傳教士元杜尤將《造洋飯書》翻譯成韓文，由Seoul Korea Independent Printing Office出版。該版刪去序言一些過時的描述，保留了英文索引。1909年美華書館再刊該書，該版備註英文名改為《Foreign Cookery》，共67頁，還一篇英文序言和英漢索引。之後未見美華書館有再刊記錄。
1987年中國商業出版社出版的叢書中国烹饪古籍丛刊收錄《造洋飯書》，首刊5000冊。收錄版本以1909年版為底本，鄧立和李秀松作註，刪除了英文序言，作者標記為佚名。2019年北京日报出版社再刊該書，南南作註，並增加大量插畫輔以說明，作者署名為高第丕夫人。2021年中國商業出版社出版的叢書中华烹饪古籍经典藏书收錄該書，作者仍標記為佚名。

## 影響及評價
《造洋飯書》的數次再刊，顯示出該書在當時頗受歡迎，該書促進了西餐在中國的傳播，也迎合了當時來華傳教士和商人的需求。復旦大學歷史系教授邹振环認為該書是「最早的一本比較系統介紹西方烹飪技術的譯本」，他還將該書收錄到《影响中国近代社会的一百种译作》中。由於該書沒有英文版，所以極少英文學者留意到該書。中文學者的研究也不多。
北京大學中文系教授夏晓虹認為《西法食谱》出版早於《造洋飯書》，同時她指出《造洋飯書》在同期的西餐食譜中，本地化做得最好，除了用語較《西法食谱》淺白，食譜也有使用一些中國當地食材，如橘子、橘子馬馬來、橘凍三個食譜都有提到「用香港的橘子」（指廣柑）。《造洋飯書》還使用中國計量單位，方便食谱在中國傳播推廣。余文章表示該書作為譯作，從收錄當時英文圈中只有英國才流行的咖喱食譜，可見高第丕夫人參考的英文書為英國食譜。高第丕夫人在食譜的翻譯上也有一定的堅持，並無完全本地化，如一半的食譜都提及，然而奶油在當時中國算是稀缺品，也未曾提及可以使用當時中國更普遍的食用油替代。
《造洋飯書》內多種西方食品的譯名也影響了後世的翻譯，美國傳教士盧公明編撰的英漢詞典《英華萃林韻府》（1872年出版），詞典中「List of Dishes 飯譜」一類，合計151個詞，均由高第丕夫人負責。相關譯詞絕大部分與《造洋飯書》一樣，只有七樣不同，如磕肥改為咖啡，玩餅改為杯糕，糖皮改為糖霜。

## 註解
1. ↑  《教务杂志》記錄該版有272項，較之前版本多一項，學者杨一鸣翻閱對比相關版本，發現數量都是271項，他認為重版沒有增訂或者修改[5]。

## 外部連結
- 维基共享资源上的相關多媒體資源：造洋飯書